# Ett rum med utsikt
Ett rum med utsikt (engelska: A Room with a View) är en brittisk romantisk dramafilm från 1985 i regi av James Ivory. Filmen är baserad på E.M. Forsters roman A Room with a View från 1908. I huvudrollerna ses Helena Bonham Carter och Julian Sands, i övriga roller märks Maggie Smith, Denholm Elliott, Daniel Day-Lewis, Judi Dench och Simon Callow. Filmen hade svensk premiär den 17 april 1987. Den vann tre Oscar: bästa manus efter förlaga, bästa scenografi och bästa kostym. Filmen var även nominerad till ytterligare fem Oscar, bland annat för bästa film. Den vann fyra priser från BAFTA och en Golden Globe.
1999 placerade British Film Institute filmen på 73:e plats på sin lista över de 100 bästa brittiska filmerna genom tiderna.

## Handling
Filmen utspelar sig i Florens i början av 1900-talet. Filmen börjar med att Lucy och hennes förkläde Charlotte turistar i Florens. De träffar herr Emerson och hans son George. Bägge männen är mer frigjorda och liberala än vad Lucy är van vid. Vid ett tillfälle kysser George Lucy men de blir avbrutna av Charlotte.
Hemma igen friar den konventionelle och välbärgade Cecil Vyse till Lucy och hon accepterar. Men plötsligt dyker far och son Emerson upp i byn. De tänker bosätta sig där.

## Rollista i urval
- Helena Bonham Carter - Lucy Honeychurch
- Julian Sands - George Emerson
- Maggie Smith - Charlotte Bartlett
- Denholm Elliott - Mr. Emerson
- Daniel Day-Lewis - Cecil Vyse
- Simon Callow - kyrkoherde Beebe
- Rosemary Leach - Mrs Honeychurch, Lucys mor
- Rupert Graves - Freddy Honeychurch, Lucys bror
- Patrick Godfrey - kyrkoherde Eager
- Judi Dench - Eleanor Lavish, författare
- Fabia Drake - Miss Catharine Alan
- Joan Henley - Miss Teresa Alan
- Amanda Walker - cockney-signoran
- Maria Britneva - Mrs Vyse, Cecils mor
- Mia Fothergill - Minnie Beebe
- Peter Cellier - Sir Harry Otway